# Promontório da Nazaré

O Promontório da Nazaré é um promontório localizado na Nazaré (Portugal).

A sua estrutura tem uma origem sedimentar Cretácica, podendo ser encontrados fósseis.
.